# Mick Gordon (compositor)
Michael John "Mick" Gordon (nacido el 9 de julio de 1985) es un compositor y diseñador de sonido australiano que compone principalmente música para videojuegos. Gordon ha compuesto para varios juegos de disparos en primera persona, incluyendo LawBreakers, Wolfenstein: The New Order, Wolfenstein: The Old Blood, Prey, el reboot de 2016 de Doom, Doom Eternal, Wolfenstein II: The New Colossus, y la primera y segunda temporadas del juego de lucha de 2013 Killer Instinct.

## Carrera
Gordon primero comenzó a trabajar como diseñador de sonido con Pandemic Studios, donde contribuyó con un diseño de sonido adicional para Destroy All Humans! 2. En 2013, compuso la primera temporada del videojuego de lucha, Killer Instinct, un reinicio del título original de 1994. Al año siguiente, Gordon compuso la segunda temporada de Killer Instinct y el juego en primera persona de acción y aventura Wolfenstein: The New Order (desarrollado por MachineGames). Volvió a la serie de Wolfenstein en 2015 para componer la banda sonora de Wolfenstein: The Old Blood, una precuela de Wolfenstein: The New Order.
En 2016, Gordon marcó el juego de disparos en primera persona de ciencia ficción, Doom, un reinicio del juego de 1993, desarrollado por id Software. Su partitura para Doom ganó varios premios, incluyendo un Premio DICE por Logro Sobresaliente en Composición Musical Original, Premio SXSW Gaming por Excelencia en Puntaje Musical, Premios al Juego Mejor Música / Diseño de Sonido y fue nominado para un Premios BAFTA de Videojuegos a la Mejor Música. 
En 2017, Gordon compuso la partitura para el horror shooter en primera persona, Prey, desarrollado por Arkane Studios. También trabajó junto a Martin Stig Andersen para volver nuevamente a la serie de Wolfenstein, obteniendo el galardón Wolfenstein II: The New Colossus, desarrollado por MachineGames.
El 23 de junio de 2020, el grupo de rock británico Bring Me the Horizon anunció que trabajarían con Gordon en su próximo lanzamiento. El vocalista Oliver Sykes habla de cuanto le gustó la banda sonora de Doom Eternal durante la cuarentena. Al estar fuertemente inspirada por el trabajo de Gordon, la banda decidió acercarse a él y ofrecerle una colaboración. El trabajo resultante, titulado "Parasite Eve", fue lanzado el 25 de junio junto con un video musical adjunto.

## Estilo musical e inspiración
Según el sitio web oficial de Mick Gordon, Gordon "utiliza una amplia gama de diseño de sonido musical moderno y técnicas de composición tradicionales para no verse limitado por ningún género en particular", y está "inspirado en la conexión entre el público y la experiencia".
El trabajo de Gordon "considera el papel de la música como una traducción del mundo en el que existe, más que como un simple acompañamiento".

## Premios y nominaciones
| Año  | Ceremonia                                 | Categoría                                             | Trabajo                                                             | Resultado  |
| ---- | ----------------------------------------- | ----------------------------------------------------- | ------------------------------------------------------------------- | ---------- |
| 2006 | Game Developers' Association of Australia | Best Audio                                            | Destroy All Humans! 2                                               | Ganador    |
| 2012 | Game Audio Network Guild                  | Best Audio, Other                                     | A Day in Pompeii                                                    | Ganador    |
| 2013 | Game Audio Network Guild                  | Best Interactive Score                                | Killer Instinct                                                     | Nominación |
| 2013 | Game Audio Network Guild                  | Best Original Song, Vocal (Pop)                       | Killer Instinct ("Touch Me and I'll Break Your Face")               | Ganador    |
| 2013 | Game Audio Network Guild                  | Best Original Song, Vocal (Pop)                       | Killer Instinct ("I'm Back to Rise")                                | Nominación |
| 2016 | The Game Awards                           | Best Music/Sound Design                               | Doom                                                                | Ganador    |
| 2017 | Game Developers Choice Awards             | Best Audio                                            | Doom                                                                | Nominación |
| 2017 | SXSW Gaming Awards                        | Excellence in Musical Score                           | Doom                                                                | Ganador    |
| 2017 | D.I.C.E. Awards                           | Outstanding Achievement in Original Music Composition | Doom                                                                | Ganador    |
| 2017 | British Academy Games Awards              | Best Music                                            | Doom                                                                | Nominación |
| 2018 | New York Game Awards                      | Best Music in a Game                                  | Wolfenstein II: The New Colossus (Shared with Martin Stig Andersen) | Nominación |
| 2018 | D.I.C.E. Awards                           | Outstanding Achievement in Original Music Composition | Wolfenstein II: The New Colossus (Shared with Martin Stig Andersen) | Nominación |